# Burgruine Wolfstein (Niederösterreich)

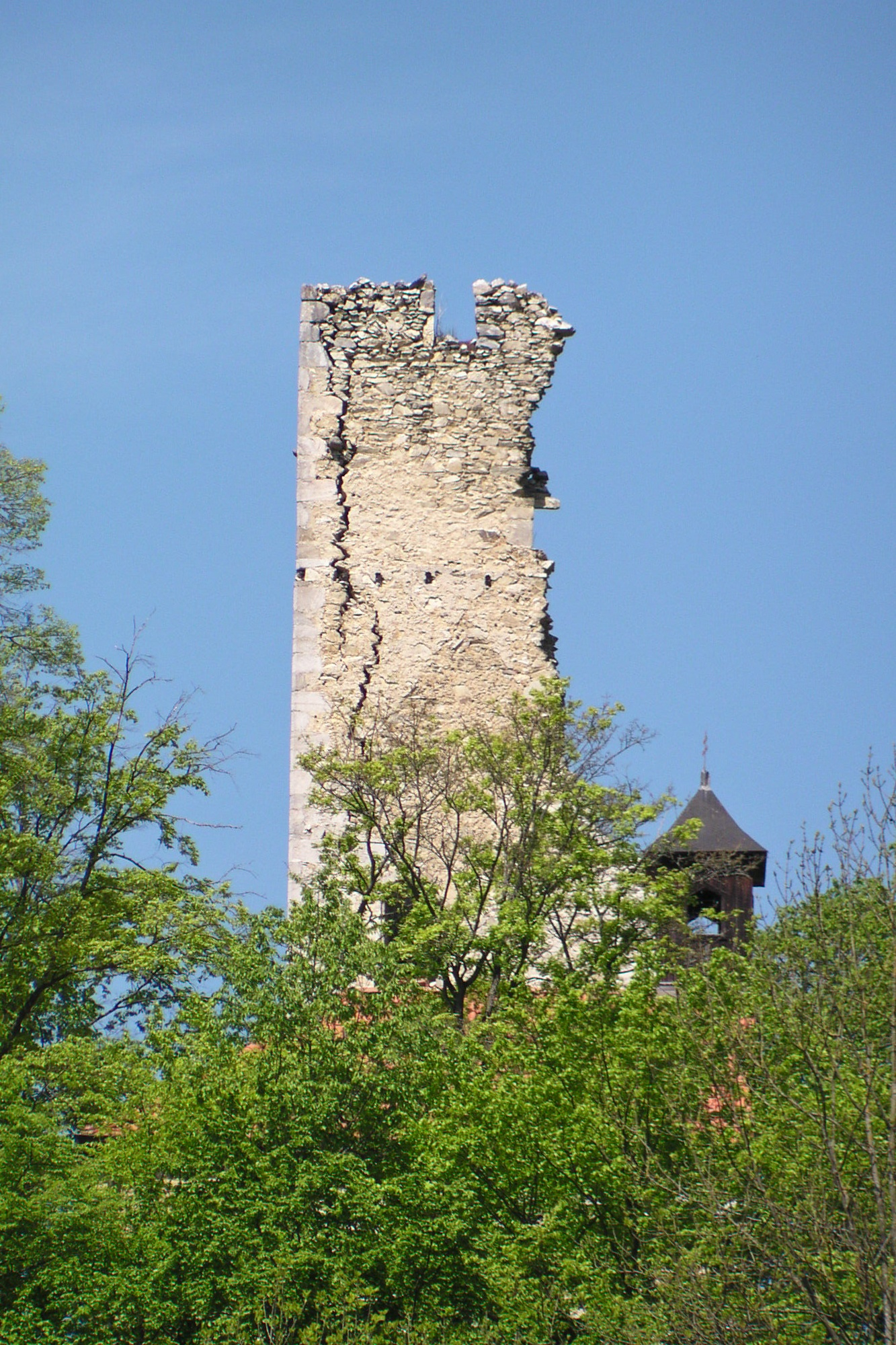
Mauerrest des Bergfrieds der Burg Wolfstein

Die Burgruine Wolfstein liegt auf dem Gebiet der gleichnamigen Ortschaft Wolfstein, die zur niederösterreichischen Marktgemeinde Schönbühel-Aggsbach in der Wachau gehört. Die Ruine der Höhenburg in Spornlage ist denkmalgeschützt und steht auf einer Anhöhe über dem Ort etwa neun Kilometer nordöstlich von Melk. Ihr Name steht mit einer lokalen Legende in Zusammenhang, nach welche der heilige Wolfgang auf einer seiner Reisen auf einem Stein im Tal unter der Burg Rast machte.
Die Geschichte der Anlage lässt sich erst ab dem Anfang des 13. Jahrhunderts gesichert nachvollziehen. Sie war der Mittelpunkt der Herrschaft Wolfstein und bis in das 15. Jahrhundert Sitz eines Landgerichts. Im Laufe ihrer Geschichte sah die Burg wechselnde Besitzer, ehe sie 1620 an das Stift Göttweig gelangte. Dieses blieb bis in die 1990er Jahre Eigentümer, ehe es die verfallene Burg an ein Ehepaar verkaufte, das sich seither um Sicherung und Instandhaltung kümmert.

## Geschichte

### Bewohner und Besitzer
Über die Erbauung und ersten Besitzer der Burg ist bisher nichts bekannt. Die Gründung der Anlage erfolgte vermutlich im 12. Jahrhundert. Es ist aber nicht gesichert, dass die Nennung eines Ulrichs von Wolfstein 1135/1136 und die Nennung von Rudolf von Wolfstein im Jahr 1188 mit dieser Anlage zusammenhängen. Zu Beginn des 13. Jahrhunderts waren Burg und Herrschaft Wolfstein als Lehen der bayerischen Herzöge im Besitz der Dürnsteiner Linie der Kuenringer. Sie setzen einen Pfleger ein, der den Besitz für sie verwaltete. 1217 wurde mit Perchtold von Wolfstein ein Gefolgsmann der Kuenringer urkundlich aufgeführt.
Als mit Leutold III. von Kuenring-Dürnstein der letzte männliche Vertreter seiner Linie 1355 starb, wurde seine Schwester Anna Alleinerbin der Dürnsteiner Besitzungen. Sie brachte die Burg in ihre Ehe mit Heidenreich von Maissau, dem späteren obersten Schenken und Landmarschall des Herzogtums Österreich. Seine Familie blieb bis 1430 Burgherrin, ehe die Anlage in jenem Jahr an die Tursen von Tiernstein ging.
Gegen Ende des 15. Jahrhunderts kam der Besitz an die Familie Mühlwanger, denen auch das nur vier Kilometer entfernte Schloss Grabenhof gehörte. Ihnen folgten ab 1542 die Geyer von Osterburg. Für das Jahr 1599 ist die Belehnung des Johann Hektor Geyer von Osterburg mit Wolfstein überliefert. 1605 erhielt er die Burg gemeinsam mit seinem Bruder Otto Friedrich als Lehen. 1615 gelangte der auf Schloss Schönbühel ansässige Ludwig von Starhemberg in den Besitz von Wolfstein. Ihm gehörte auch das nahe gelegene Schloss Gurhof. Nach der Schlacht am Weißen Berg 1620 wurden die Besitzungen des protestantischen Ludwigs von Kaiser Ferdinand II. eingezogen und in der Folge als Pfand an das Stift Göttweig gegeben. Nachdem der bayerische Kurfürst Maximilian I. 1629 zugunsten des Klosters auf seine Lehnshoheit verzichtet hatte, war es diesem schließlich möglich, die Burg Wolfstein 1630 als freies Eigen zu kaufen. Das Stift verlegte den Verwaltungssitz der Herrschaft nach dem günstiger gelegenen Schloss Gurhof, das ihm mittlerweile ebenfalls gehörte. Vermutlich war die Burg zu jener Zeit auch schon verfallen.
1993 veräußerte das Stift Göttweig die Ruine an das burgenbegeisterte Ehepaar Andrea und Helmut Mayer, das sich um die Sicherung des noch erhaltenen Mauerwerks kümmerte und einen Teil der Vorburg wieder bewohnbar machte. Die Instandsetzungs- und Erhaltungsarbeiten der beiden dauern bis heute an. Da die Anlage Privateigentum ist, kann sie nur auf vorherige Anfrage besichtigt werden.

### Baugeschichte

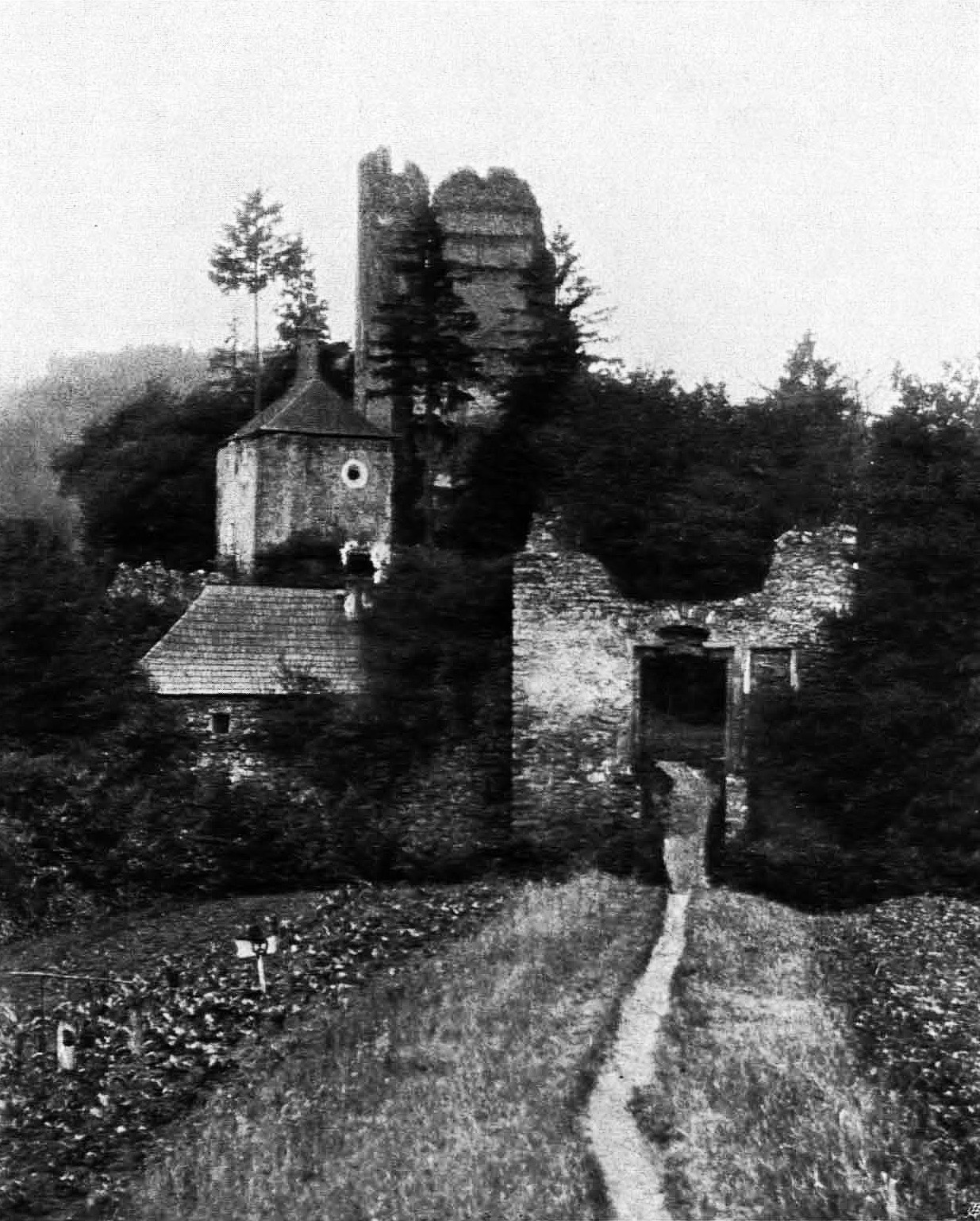
Die Burgruine Wolfstein zu Beginn des 20. Jh.

An der heute vorhandenen Bausubstanz lassen sich sechs Hauptbauphasen ausmachen, die vom Hochmittelalter bis zur Frühen Neuzeit reichen. Anfänglich bestand die Anlage nur aus einer kleinen, Kernburg, die in der Folge wesentlich erweitert wurde. Die Burg war durch eine erste Ringmauer geschützt, die recht niedrig war und eine zinnenbekrönte Brustwehr sowie einen hölzernen Wehrgang besaß. Aus dieser ersten Phase Ende des 12./Anfang des 13. Jahrhunderts sind jedoch nur noch wenige Bauteile erhalten, so zum Beispiel im Bergfried. Das häufig in der Literatur angegebene Errichtungsjahr 1286 ist eine Fehldatierung, die vielleicht auf der falschen Interpretation einer entsprechenden Quelle basiert.
Während der ersten Hälfte des 13. Jahrhunderts wurde die Burg um einen Torbau ergänzt, der sich der südöstlichen Seite des Bergfrieds anschloss. Im ersten Obergeschoß dieses Tores befand sich eine Burgkapelle, die zum Zeitpunkt ihrer urkundlichen Erstnennung im Jahr 1392 schon eine geraume Zeit existierte. Um 1300 erfolgte die Errichtung eines Wohnbaus, von dem noch ein Teil in der Westecke der Kernburg erhalten ist. Spolien von Fenster- und Türgewänden aus dem zweiten Viertel und der zweiten Hälfte des 13. Jahrhunderts zeugen von einer repräsentativen Ausstattung der Anlage zu jener Zeit.
Während des 14. Jahrhunderts wurde die Burg in einer vierten Bauphase durch Zwingeranlagen und eine nordöstlich vorlagerte Vorburg inklusive starkem Torbau bedeutend erweitert. Außerdem wurden Teile des alten Wohnbaus wohl in der ersten Hälfte des 14. Jahrhunderts in einen neuen, größeren Wohnbau integriert.
Im Spätmittelalter kam während des späten 15. Jahrhunderts randständige Bebauung im Vorburgbereich hinzu. Außerdem erfolgte die Erhöhung der äußeren Ringmauer und ihre Verstärkung durch Schalentürme. Zwei der heute noch erkennbaren Türme an der West- und Nordseite entstammen hingegen einer sechsten Phase im 16. Jahrhundert. In diesem Zuge wurden auch größere Abschnitte der äußeren Ringmauer neu errichtet. In jenem Jahrhundert erfolgte zudem ein Neubau des Nordtraktes in der Kernburg und die Errichtung eines Treppenbaus in der Südecke des Burghofs.
Die einzig nennenswerten Veränderungen, die ab dem 17. Jahrhundert an der Burg vorgenommen wurden, sind die Einrichtung einer neuen Kapelle in der einstigen Torhalle des Kernburgtorhauses durch das Stift Göttweig und der teilweise Wiederaufbau des seinerzeit verfallenen Vorburgtorbaus durch das Ehepaar Mayr.

## Beschreibung
Das Burgareal befindet sich am westlichen Ende eines dicht bewaldeten Felssporns nördlich der Ortschaft Wolfstein und rund 2,5 Kilometer südöstlich von Aggsbach Dorf. Die Anhöhe überragt den Wolfsteinbach und fällt im Norden, Süden und Westen steil ab. Der Weg von der Ortschaft im Tal hinauf zur Burgruine dauert zu Fuß etwa zehn Minuten.

### Vorburg und Ringmauer

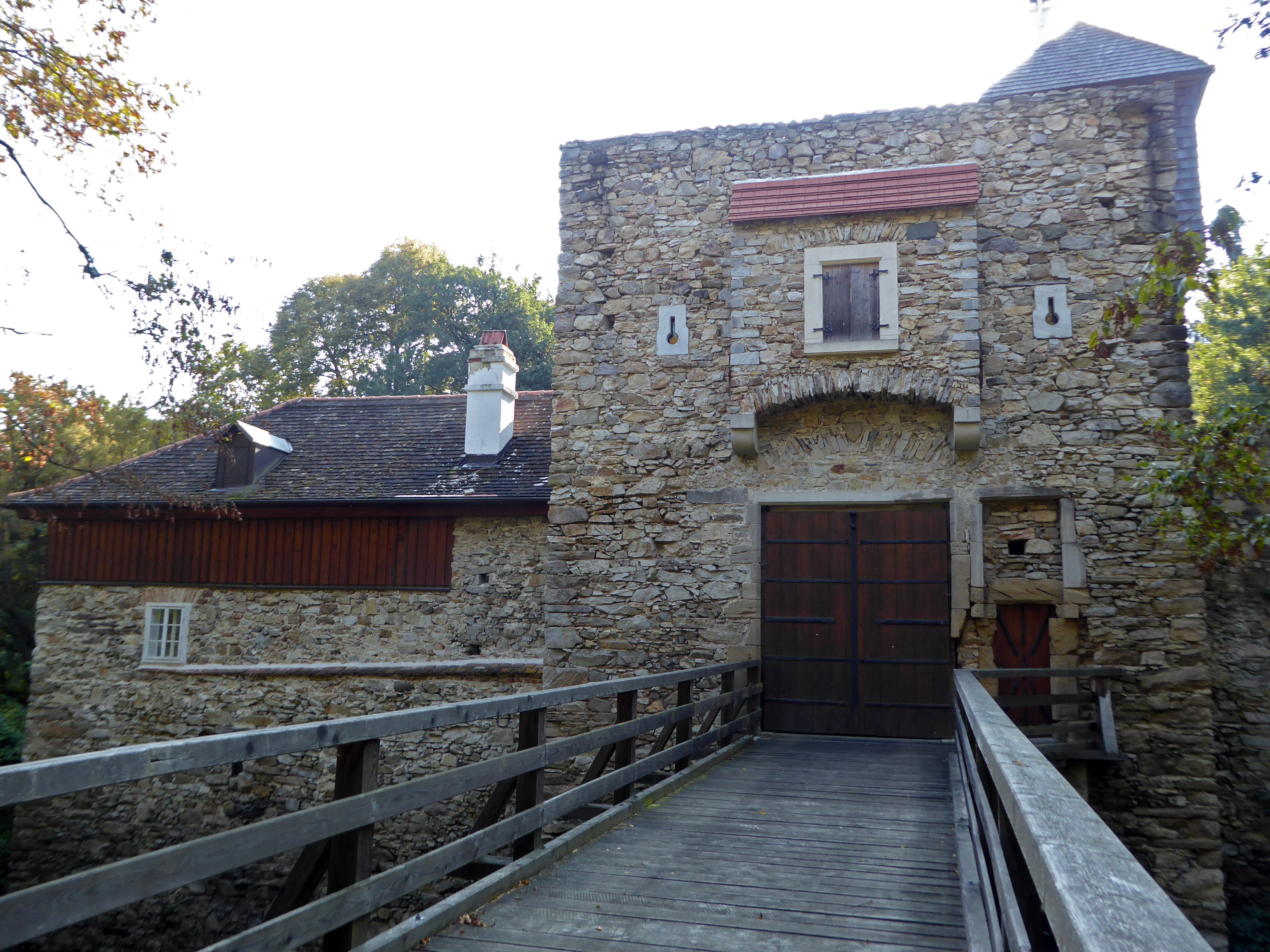
Torbau und Brücke

Die Anlage, bestehend aus einer polygonalen Kernburg und einer nordöstlich davon liegenden Vorburg, nimmt ein Areal von etwa 110 × 50 Metern ein. Die äußere Ringmauer zeigt einige Schlüsselscharten und fungierte im Nordwesten, Süden und Westen als Zwinger, während sie im Nordosten derart erweitert ist, dass sich ihr an der Innenseite Bauten zu Wirtschaftszwecken anlehnen konnten. Von diesen ist mit Ausnahme des mächtigen Torbaus aber nur noch wenig Bausubstanz vorhanden. Auch der Torbau war zu Beginn des 20. Jahrhunderts eine Ruine, von der nur noch drei Mauern erhalten waren. Die heutigen Eigentümer bauten ihn jedoch wieder auf und machten ihn damit bewohnbar. Zu seinem zweiflügeligen Haupttor samt daneben befindlicher Schlupfpforte führt von Osten kommend eine moderne Holzbrücke über den davor liegenden, sieben Meter tiefen Halsgraben. Sie ersetzte die seinerzeit vorhandenen Zugbrücken, von denen noch die Steinauflage erhalten ist. Über dem Haupttor befindet sich ein auf Konsolsteinen ruhender Wehrerker mit Eckquaderung, der zu beiden Seiten von einer Schießscharte flankiert wird.

### Kernburg
Die Kernburg, deren erhaltenes Mauerwerk mehrheitlich aus Gneis-Bruchsteinen besteht, belegte eine etwa fünfeckige Fläche von etwa 45 × 25 Metern und war früher rundherum von einer (inneren) Ringmauer umschlossen, die an manchen Stellen 1,90 Meter dick war. An ihrer Innenseite lehnten sich die einzelnen Burggebäude an, die auf diese Weise einen Innenhof umschlossen. Der viergeschoßige Bergfried steht an der Nordspitze des Areals und besitzt einen trapezförmigen, etwa 8 × 12,5 Meter messenden Grundriss. Die Reste seiner westlichen Mauern sind noch bis zu einer Höhe von 20 bis 30 Metern vorhanden und zeigen einen Hocheingang im ersten Geschoß. Die Ostseite des Turms ist hingegen vollständig eingestürzt. Die komplette Westseite der Kernburg wurde von einem gotischen Palas eingenommen, der beheizbar war. Seine noch vorhandenen Restmauern an der Nordseite sind bis zu zehn Meter hoch. Von der nördlichen Ringmauer und dem sich von innen anlehnenden Nordost-Trakt sind ebenfalls noch Mauern etwa in Höhe des Erdgeschoßes erhalten. Sie stammen aus dem 16. Jahrhundert, worauf erhaltene Erkerkonsolen und das stark mit Ziegeln durchsetzte Bruchsteinmauerwerk hindeuten. Der einstige Südflügel der Kernburg ist weitgehend verfallen, von ihm sind kaum noch Reste sichtbar. Jene des einstigen Treppenbaus in der Südecke des Burghofs zeigen noch Spuren von rotem und weißem Putz. Im Torbau der Kernburg befand sich in dessen Obergeschoß eine erste, dem heiligen Jakobus dem Älteren gewidmete Kapelle, wovon heute noch eine halbkreisförmige Apsisnische in der Ostmauer zeugt. Im 17. Jahrhundert richtete das Stift Göttweig die heute noch erhaltene barocke Kapelle im Erdgeschoß des Torbaus ein. Ein Segmentbogenportal führt in ihr Inneres mit Kreuzgratgewölbe. Als Weihwasserbecken dient ein Kelchkapitell aus der Zeit um 1240, das wahrscheinlich aus der romanischen Vorgängerkapelle stammt. Eine ehemals dort aufgestellte Statue des heiligen Jakobus aus der Zeit um 1515/1520 befindet sich mittlerweile – genauso wie der hochbarocke Hochaltar – im Stift Göttweig.